# Electrònica flexible

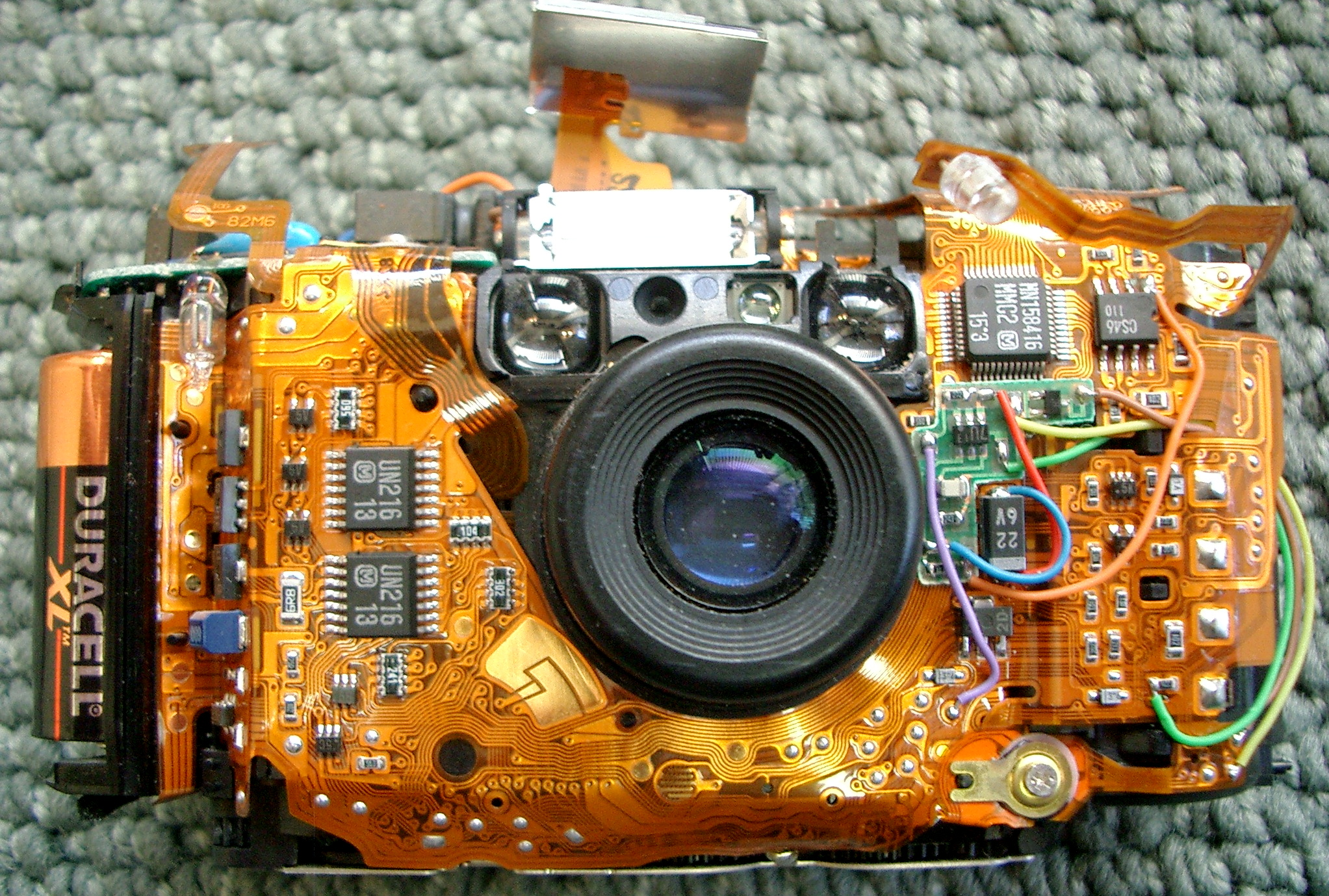
Una càmera Olympus Stylus sense la funda, que mostra el conjunt del circuit flexible.

L'electrònica flexible, també coneguda com a circuits flexibles, és una tecnologia per muntar circuits electrònics mitjançant el muntatge de dispositius electrònics sobre substrats de plàstic flexible, com ara pel·lícula de poliimida, PEEK o polièster conductor transparent. A més, els circuits flexibles poden ser circuits de plata serigrafiats sobre polièster. Els conjunts electrònics flexibles es poden fabricar utilitzant components idèntics utilitzats per a plaques de circuits impresos rígids, permetent que la placa s'ajusti a la forma desitjada o es flexioni durant el seu ús.

## Fabricació
Els circuits impresos flexibles (FPC) es fabriquen amb una tecnologia fotolitogràfica. Una forma alternativa de fer circuits de làmina flexible o cables plans flexibles (FFC) és laminar molt prim (0,07 mm) tires de coure entre dues capes de PET. Aquestes capes de PET, normalment 0,05 mm de gruix, estan recoberts amb un adhesiu que és termoendurible, i s'activaran durant el procés de laminació. Els FPC i els FFC tenen diversos avantatges en moltes aplicacions:
- Encapsulats electrònics ben muntats, on calen connexions elèctriques en 3 eixos, com ara càmeres (aplicació estàtica).
- Connexions elèctriques on cal que el conjunt es flexioni durant el seu ús normal, com ara telèfons mòbils plegables (aplicació dinàmica).
- Connexions elèctriques entre subconjunts per substituir els arnes de cables, que són més pesats i voluminosos, com en cotxes, coets i satèl·lits.
- Connexions elèctriques on el gruix de la placa o les limitacions d'espai són factors impulsors.[4]

### Avantatge dels FPC
- Potencial per substituir múltiples plaques rígides o connectors
- Els circuits d'una sola cara són ideals per a aplicacions dinàmiques o d'alta flexió
- FPC apilats en diverses configuracions

### Inconvenients dels FPC
- Augment de costos respecte als PCB rígids
- Augment del risc de danys durant la manipulació o l'ús
- Procés de muntatge més difícil
- La reparació i reelaboració és difícil o impossible
- En general, pitjor utilització del panell resulta en un augment del cost

## Aplicacions
Els circuits flexibles s'utilitzen sovint com a connectors en diverses aplicacions on la flexibilitat, l'estalvi d'espai o les limitacions de producció limiten la funcionalitat de les plaques de circuit rígides o el cablejat manual.
La majoria dels circuits flexibles són estructures de cablejat passiu que s'utilitzen per interconnectar components electrònics com ara circuits integrats, resistències, condensadors i similars; tanmateix, alguns només s'utilitzen per fer interconnexions entre altres conjunts electrònics ja sigui directament o mitjançant connectors. Els dispositius electrònics de consum fan ús de circuits flexibles en càmeres, dispositius d'entreteniment personal, calculadores o monitors d'exercici. Els circuits flexibles es troben en dispositius industrials i mèdics on calen moltes interconnexions en un paquet compacte. Els telèfons mòbils són un altre exemple estès de circuits flexibles.
L'empresa noruega ThinFilm va demostrar la memòria orgànica impresa roll-to-roll el 2009.
Una altra empresa, Rotimpres amb seu a Aiguaviva (Girona), ha introduït amb èxit aplicacions en diferents mercats com per exemple; escalfadors per a mobles intel·ligents o per evitar la boira i interruptor capacitiu per a teclats en electrodomèstics i màquines industrials.